# Egri-Bükkalja
Az Egri-Bükkalja Magyarország egyik földrajzi kistája, amely a Bükk-vidék nyugati, délnyugati, illetve déli lejtőit, valamint azok fokozatosan az Alföld északi peremvidékébe beolvadó hegylábait foglalja magában.
Az Egri-Bükkalja Heves vármegye keleti részének északi és középső vidékét és Borsod-Abaúj-Zemplén vármegye területének nyugati középső vidékét foglalja magába. A kistáj 3 járást, illetve korábbi nevén kistérséget ölel fel, melyek a következők: Bélapátfalvai járás, Egri járás, Mezőkövesdi járás. A Miskolci-Bükkaljától a Kács-Tibolddaróc vonal határolja el. Az ettől nyugatra eső területek az Egri-Bükkaljához tartoznak.
A kistáj három város között (Eger, Mezőkövesd, Bélapátfalva), illetve több község területén terül el.
Vizeit elsősorban a miocén korban kiemelkedett Bükk karsztos, erősen tagolt felépítésű hegyvidékének a későbbi kőzetmozgások során keletkezett törésvonalainak árkaiban futó észak-északnyugati irányból a déli-délnyugati irányban futó patakok vezetik el. Ezek közül a legnagyobbak az Eger-patak, a  Laskó-patak és a Csincse-patak alkotják együttesen az Eger–Laskó–Csincse-vízrendszert. Ezeken a patakokon, illetve mellékvizeiken több kisebb víztározó épült, többek közt a Geleji tórendszer, a Hór-völgyi-, illetve az Egerszalóki-víztározó.
A kistáj természeti értékeit elsősorban a Bükki Nemzeti Park hivatott megóvni, ugyanakkor számos természetvédelmi terület, illetve helyi jelentőséggel bíró védett terület található a vidéken. A Bükkalja természetes növénytakarója a cseres-tölgyes erdő, mely a délebben ligetessé ritkul.
A kistáj történelme erősen kötődik legnagyobb településének történelméhez, hiszen Eger meghatározó jelentőséggel bírt és bír mind a mai napig a környező települések életében.
Az Egri-Bükkalja kistáj számos természeti kincset, védett természeti, geológiai képződményt, illetve változatos állat- és növényvilágot rejt. Területén számos turistaút, illetve  egyéb mezőgazdasági út vezet keresztül. Délről a főbb vasúti közlekedés a Hatvan–Miskolc–Szerencs–Sátoraljaújhely-vasútvonalon, míg az országon délnyugat-északkelet irányban keresztülvágó M3-as autópálya, illetve a 3-as főút határolja. 
Jelentősebb ipar csak Egerben alakult ki, illetve Bélapátfalván a korábbi cementgyártás volt még fontos ipari létesítmény, ám ez utóbbit pár éve bezárták. A tájat több helyen az építőanyagok (homok, sóder, mészkő, tufakő), illetve az ipar számára szükséges alapanyagok (agyag, mészkő) bányáinak tátongó tájsebeinek látványa csúfítja el.
Jellemző a kistáj környezetvédelmére a védett területeken kívül a jól kiépített szennyvízhálózat, illetve a már nagyrészt bezáratott illegális, vagy az önkormányzatok által korábban kijelölt korábbi hulladéklerakó helyek megszüntetése.
A vidék turizmusára jellemző az egészségturizmus, illetve az ökoturizmus, valamint elsősorban Eger dominanciájával a városi turizmus is. Több, országos hírű gyógy és termálvíz található a vidéken. A falusi turizmus is egyre jobban fejlődik a térségben.

## Elhelyezkedése, kiterjedése
Délről a Kerecsend-Maklár-Mezőkövesd-Mezőnyárád vonal, kelet felől a Kács-Tibolddaróc-Mezőnyárád vonal és egyúttal a Miskolci-Bükkalja, nyugatról a Tarna völgye (a Tófalu-Aldebrő-Feldebrő-Verpelét-Tarnaszentmária vonal) határolják. A Bükk hegység alkotja északi határait. Délről a Hevesi-síkkal és a Borsodi Mezőség Tájvédelmi Körzettel határos.
A területen fekvő tizenöt település a következő: Egerszólát, Egerszalók, Demjén, Eger, Andornaktálya, Nagytálya, Ostoros, Novaj, Noszvaj, Szomolya, Bogács, Cserépfalu, Bükkzsérc, Cserépváralja, Tard.

## Geológia
Az Egri-Bükkalja a Bükk hegység miocén korban történő kiemelkedésekor jött létre, és a későbbi földtörténeti időszakok alakították ki felszíni formáit olyanra, amilyenek napjainkban. A különböző kiemelkedési események az óceánnal való elöntés időszakát követték, majd a felgyűrt rétegekben feszültségek ébredtek, és több helyütt törések keletkeztek a rétegekben. Ezen törésvonalak mai árkaiban futnak a hegység felől az Alföld síkságai felé tartó patakok, vízfolyások. Mivel a Bükk hegység döntő mértékben mészkőből áll, ezért többnyire porózus karsztfelszín alkotja, amely kedvez a különféle föld alatti vízfolyások, illetve a karsztforrások kialakulásának, ami számos barlang létrejöttéhez vezetett a hegyvidék gyomrában. A források számos patak kiindulópontjai. Az évmilliók során a jégkorszaki idők több helyütt lecsiszolták az élesebb felszíni formákat, amelynek nyomán a Bükkalján erősen lekerekített felszíni formákkal találkozhatunk. A jégtakaró erőteljes felszínformáló erejét manapság az eróziós folyamatok, illetve a felszíni vízfolyások tájformáló ereje vette át.
A Bükkalját a Laskó-patak völgyétől egészen (a ma Miskolchoz tartozó) Görömbölyig mintegy 3500 négyzetkilométernyi kiterjedésű, többé-kevésbé összesült riolit-, riodácittufa és tufit kőzetek alkotják. Ez Közép-Európa legnagyobb riolittufa, riodácit és tufit borította térsége. A térségben mintegy 80 kaptárkő vagy kúpkő fordul elő, ezek többsége (70–80%) a hegység délies fekvésű lejtőin található. Egyes – ám mind a mai napig vitatott – források szerint a kaptárkövek arról kapták nevüket, hogy az itt élő lakosság a riolittufa oszlopokba, kúpokba üregeket vájt méhészeti céllal.

## Éghajlat
A Bükkalján az éves csapadékmennyiség általában 600–700 mm közt alakul.